# Spirodela intermedia
Spirodela intermedia es una especie de la familia Lemnaceae, que se encuentra desde México hasta Argentina.

## Descripción
Es una planta acuática, con hojas de 4 a 6 mm de longitud por 4 a 5 mm de ancho, sin puntos prominentes en la superficie dorsal; 7 a 20 raíces, profilos penetrados por 2 a 3 raíces.